# Endaphis hirta
Endaphis hirta är en tvåvingeart som först beskrevs av Ephraim Porter Felt 1911.  Endaphis hirta ingår i släktet Endaphis och familjen gallmyggor.
Artens utbredningsområde är Sri Lanka. Inga underarter finns listade i Catalogue of Life.